# 共和主義
共和主義（きょうわしゅぎ、英語: Republicanism）とは、政治思想の一つ。共和国・共和制といった政体の構成原理である。

## 概要
「共和主義」との用語は二重性のある用語である。君主制の国においては、民主主義に基づき君主の廃位を要求すること、つまり君主制廃止論を意味する場合が大半である。いっぽう共和国においては、古代の共和制ローマやアメリカ合衆国の建国当時の政治体制を範とした中道右派もしくは保守の代議制を重視した政治思想を指すことが多い。これらのどちらの意味が強調されるかには留意が必要であり、原則として歴史的文脈から判断することができる。本項の記述では（しばしば混同される）民主主義との対比に力点を置く。

## 近代までの歴史
詳細は en:Classical republicanism も参照

### 古代・中世

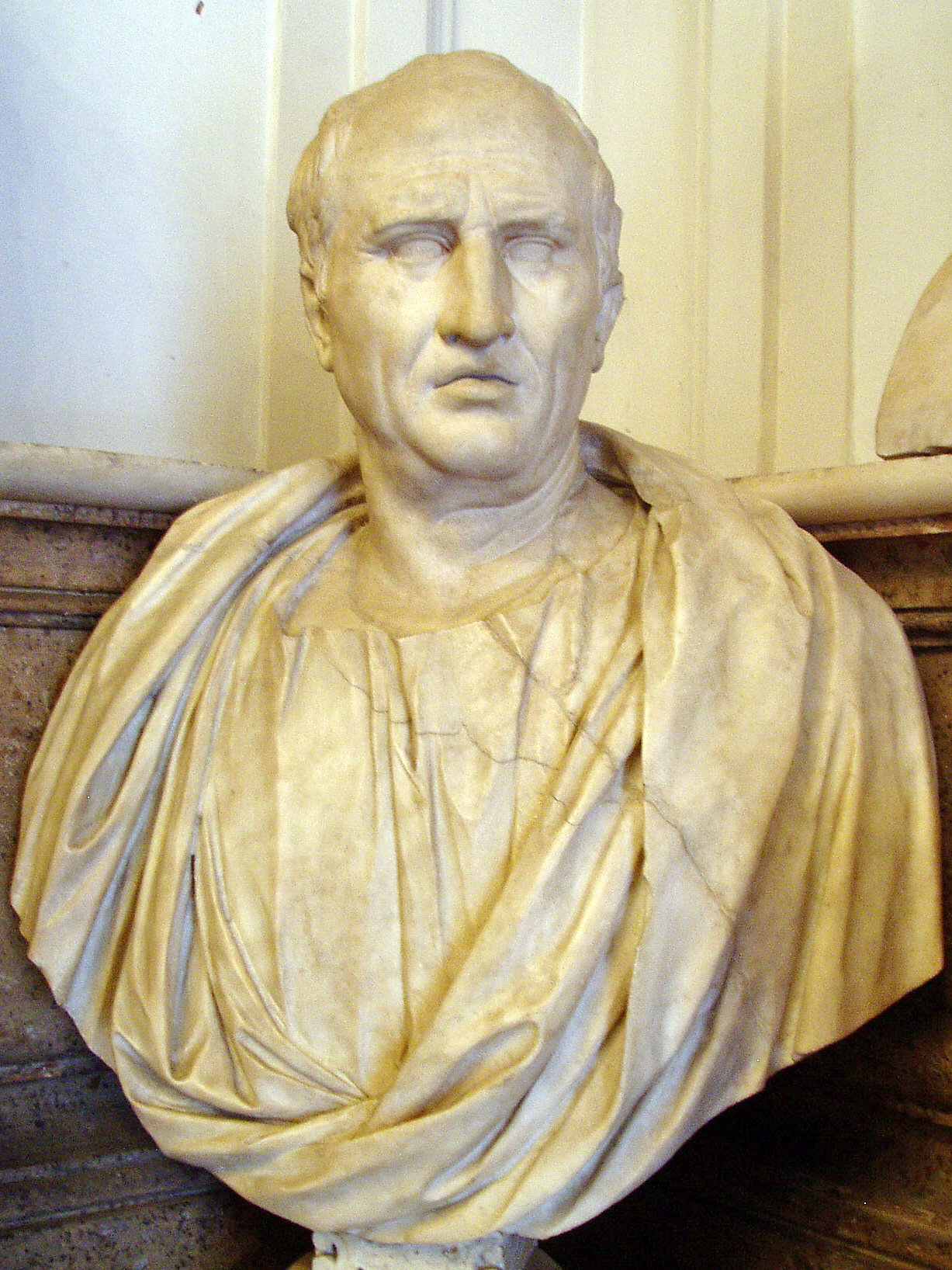
マルクス・トゥッリウス・キケロの胸像

古くは古代のギリシア都市国家（ポリス）や共和政ローマにまでさかのぼり、ローマの政治家マルクス・トゥッリウス・キケロの思想が与えた影響が大きい。語源もラテン語の「レス・プブリカ」（Res Publica、「公共なるもの」の意）に由来する。小林正弥によると「もともとの共和主義においては、政治参加による自治の目的は公共性の実現にある」。しかし中世のニッコロ・マキャヴェッリの時代にはヴェネツィアやフィレンツェは共和国であったが、実質は貴族による寡頭制の政体であり、市民・民衆の政治参加や自治はないか、あってもごく限定されたものだった。これらはローマ時代以降、一人の君主が政治を私物化しがちだとしても、多数である一般の市民・民衆による政治（民主主義）もまた衆愚政治に連なって「公共性」から離れたものと考えられ、その中間の貴族政や混合政体などが好ましいとされたためであった。実際、ローマでは市民集会よりも元老院のほうが大きな権力を振るっており、中世の共和国においても合議制による国家の意思決定機関（のちに議会に発展する）は元老院と呼ばれることが多かった。

### 近世・近代
近世になって自由主義（リベラリズム）が広まった啓蒙時代や市民革命の頃においても財産で参政権を制限したり（制限選挙）、また女性や奴隷などに参政権が与えられないのが普通であった。小林正弥によれば「リベラリズムの『自由』は国家からの非干渉という消極的自由であるのに対し、共和主義の『自由』は政治参加の自由であり、自治の自由なのである」とされるが、裏返せば「公共性」の実現を目的とする共和主義において「参政権」とは自治の自由、積極的自由を行使できる者のみに限られた権利と捉えられたのである。

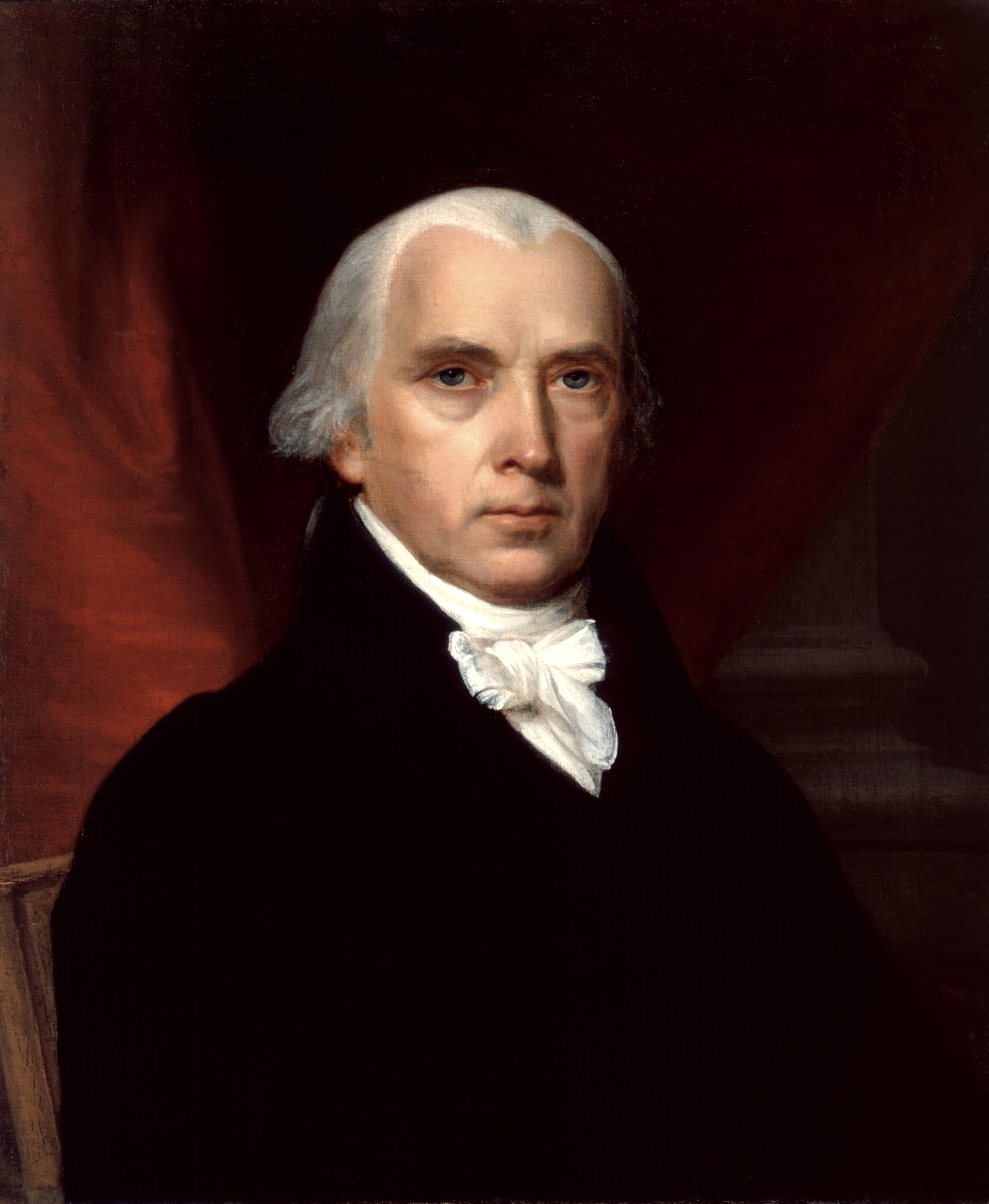
ジェームズ・マディソン

このため有権者を広げようとする民主主義と、有権者を限定しようとする共和主義の思想的相違は、自由主義や国民主権、ひいては自由そのものの捉え方に関わる問題となり、独立後のアメリカ（アメリカ合衆国の共和主義も参照）、フランス革命などにおいて重要な争点となっていった。例えば、ジェームズ・マディソン（のちのアメリカ第4代大統領）は1788年に『ザ・フェデラリスト』で直接民主制に反対し個人の自由を保障した立憲共和政体を支持して、その理由を次のように述べた。「（直接民主制においては）ほとんどの場合に、一つの感情や利益が多数派によって共有されるであろうが、弱者を犠牲にしようとする誘引をチェックするものはない」。このように当時のアメリカでは共和主義者は連邦党（フェデラリスト）やホイッグ党に、いっぽう民主主義者は民主共和党やジャクソニアン・デモクラシーに象徴され、前者は共和党に連なり、後者は現在の民主党となる。またフランスにおいては革命時のジロンド派が穏健な共和主義者であり、いっぽうジャコバン派が急進的な民主主義者と捉えうるが、その後はナポレオン・ボナパルトの統治（執政政府および第一帝政）を経て復古王政（レジティミスム）や七月王政（オルレアニスム）、第二帝政（ボナパルティズム）などの権威主義、さらには社会主義などとも絡みあって複雑な展開をみせた。
こうしたなかで「公共性」を重視する共和主義は思想的に独自の立脚点として公民道徳（en:Civic virtue）や共通善（en:Common Good、公共の福祉の訳語があてられる場合もあり、権利間の調整に主眼を置く）などを強調するようになり、また政治的には直接民主制よりも代議制（間接民主制）など混合政体を主張するようになった。ほかにアメリカでは独自に連邦政府への中央集権を主張する傾向（連邦主義。都市の商工業者を中心とする産業資本主義的な方向性を有していた）も持ち、各州への地方分権を主張する州権主義（en:Anti-Federalism、大地主や自営農民を中心としていた。州の権限、南北戦争の原因も参照）と対立した。なお上述のマディソンは連邦主義と州権主義のあいだを行き来したとされる。
ちなみに第二共和政期のスペインでは、スペイン内戦において民族主義者に支えられたフランコ将軍のナショナリスト派に対抗して集まった社会主義者、共産主義者、無政府主義者を共和主義者と呼んだ例がある。

## 現代
その後、20世紀に至って普通選挙が拡大し（同時に共和国の数が増え）有権者が急増すると、共和主義は民主主義と融合しつつ（民主共和制）、「公共性」を重んじるがゆえに権利の主張と同等に義務の尊重にも力点を置く、主に保守系の政治思想とみなされるようになり、特に君主主義的で伝統的・封建的、または復古主義的な保守と同様に道徳的・倫理的義務感に基づく個人主義および資本主義を旗印とする自由主義の右派（保守自由主義 en:Conservative liberalism、自由保守主義 en:Liberal conservatism）と共和主義のあいだで重なるところが大きくなった（各国で共和党を名乗っている政党をみると、保守もしくは中道右派が多く、なかには極右まで存在する）。しかし政治において君主制の比重が大きい国（君主国、隣国イギリスの君主制が無視できないアイルランド等）においては単に共和制支持（君主制廃止論）の意味で使われてもいる。